# Isoamyl dimethyl PABA
Padimate A là một hợp chất hữu cơ và là thành phần trong một số kem chống nắng. Nó là một dẫn xuất este của PABA. Chất thơm này hấp thụ tia cực tím, do đó ngăn ngừa cháy nắng. Ở Châu Âu hóa chất này đã được thu hồi vào năm 1989 vì những lý do không rõ ràng. Ở Mỹ, nó không bao giờ được chấp nhận sử dụng trong sản xuất kem chống nắng.

## Trong quang sinh học
Các đặc tính quang sinh học của padimate O và padimate A giống với ketone của Michler. Các hợp chất này đã được cho thấy có thể tăng tác dụng gây chết người của bức xạ UV trên tế bào. Hóa chất quang học này có liên quan đến các tranh cãi về kem chống nắng.